# Renville County (North Dakota)
Renville County ist ein County im Bundesstaat North Dakota der Vereinigten Staaten. Der Verwaltungssitz (County Seat) ist Mohall.

## Geographie
Das County liegt im Nordwesten von North Dakota, grenzt an Kanada und hat eine Fläche von 2310 Quadratkilometern, wovon 45 Quadratkilometer Wasserfläche sind. Es grenzt in den Vereinigten Staaten im Uhrzeigersinn an folgende Countys: Bottineau County, McHenry County, Ward County und Burke County.
Im County liegt ein National Wildlife Refuge, das Upper Souris National Wildlife Refuge.

## Geschichte
Renville County wurde 1873 gebildet. Benannt wurde es nach Joseph Renville.
Zwei Bauwerke und Stätten des Countys sind im National Register of Historic Places eingetragen (Stand 1. April 2018).

## Demografische Daten

Alterspyramide des Renville County

Nach der Volkszählung im Jahr 2000 lebten im Renville County 2.610 Menschen in 1.085 Haushalten und 748 Familien. Die Bevölkerungsdichte betrug 1 Einwohner pro Quadratkilometer. Ethnisch betrachtet setzte sich die Bevölkerung zusammen aus 97,74 Prozent Weißen, 0,23 Prozent Afroamerikanern, 0,65 Prozent amerikanischen Ureinwohnern, 0,46 Prozent Asiaten und 0,11 Prozent aus anderen ethnischen Gruppen; 0,80 Prozent stammten von zwei oder mehr Ethnien ab. 0,73 Prozent der Bevölkerung waren spanischer oder lateinamerikanischer Abstammung.
Von den 1.085 Haushalten hatten 28,7 Prozent Kinder und Jugendliche unter 18 Jahre, die bei ihnen lebten. 60,4 Prozent waren verheiratete, zusammenlebende Paare, 5,6 Prozent waren allein erziehende Mütter, 31,0 Prozent waren keine Familien, 28,5 Prozent waren Singlehaushalte und in 14,7 Prozent lebten Menschen im Alter von 65 Jahren oder darüber. Die Durchschnittshaushaltsgröße betrug 2,35 und die durchschnittliche Familiengröße lag bei 2,90 Personen.
Auf das gesamte County bezogen setzte sich die Bevölkerung zusammen aus 23,3 Prozent Einwohnern unter 18 Jahren, 4,9 Prozent zwischen 18 und 24 Jahren, 24,4 Prozent zwischen 25 und 44 Jahren, 25,3 Prozent zwischen 45 und 64 Jahren und 22,0 Prozent waren 65 Jahre alt oder darüber. Das Durchschnittsalter betrug 44 Jahre. Auf 100 weibliche Personen kamen 100,3 männliche Personen. Auf 100 Frauen im Alter von 18 Jahren oder darüber kamen statistisch 101,7 Männer.
Das jährliche Durchschnittseinkommen eines Haushalts betrug 30.746 USD, das Durchschnittseinkommen der Familien betrug 36.023 USD. Männer hatten ein Durchschnittseinkommen von 25.346 USD, Frauen 16.700 USD. Das Prokopfeinkommen betrug 16.478 USD. 8,5 Prozent der Familien und 11,0 Prozent Familien lebten unterhalb der Armutsgrenze. Davon waren 14,1 Prozent Kinder oder Jugendliche unter 18 Jahre und 9,1 Prozent waren Menschen über 65 Jahre.